# اضطراب ثنائي القطب النوع الثاني
الاضطراب ثنائي القطب من النوع الثاني هو اضطراب طيف ثنائي القطب (انظر أيضًا: اضطراب ثنائي القطب من النوع الأول) يتميز بنوبة واحدة على الأقل من الهوس الخفيف ونوبة واحدة على الأقل من الاكتئاب الشديد.. يتطلب تشخيص الاضطراب ثنائي القطب من النوع الثاني عدم حدوث نوبة هوس كاملة مسبقًا عند المريض؛ إذ يتوافق حدوث نوبة هوس واحدة مع معايير الاضطراب ثنائي القطب من النوع الأول.
الهوس الخفيف هو حالة مستدامة من المزاج المرتفع أو المزاج العصبي الذي يكون أقل حدة من الهوس، ومع ذلك يؤثر بشكل كبير على نوعية الحياة، ويؤدي إلى عواقب دائمة بما في ذلك التدهور العصبي والالتهاب المزمن وتداعيات اجتماعية واقتصادية دائمة بسبب الإنفاق المتهور واضطراب العلاقات مع الآخرين وسوء التقدير. على عكس الهوس، لا يرتبط الهوس الخفيف بالذهان. يجب أن تستمر نوبات الهوس الخفيف المرتبطة بالاضطراب ثنائي القطب من النوع الثاني لمدة أربعة أيام على الأقل.
بشكل عام، تكون نوبات الاكتئاب أكثر تواترًا وشدة من نوبات الهوس الخفيف. بالإضافة إلى ذلك، عند المقارنة مع الاضطراب ثنائي القطب من النوع الأول، فإن النوع الثاني يحدث خلاله نوبات اكتئاب أكثر تكرارًا وفترات قصيرة من الصحة النفسية الجيدة. إن مرض الاضطراب ثنائي القطب من النوع الثاني هو مرض مزمن ويتكون من دورات متكررة أكثر من تكرر الدورات في حالة النوع الأول. أخيرًا، يرتبط الاضطراب ثنائي القطب من النوع الثاني بمخاطر أكبر للأفكار والسلوكيات الانتحارية من الاضطراب ثنائي القطب من النوع الأول أو الاكتئاب أحادي القطب. على الرغم من أنه يُنظَر عمومًا إلى الاضطراب ثنائي القطب من النوع الثاني على أنه شكل أكثر اعتدالًا من النوع الأول، لكنه ليس كذلك. النوعان الأول والثاني مرضان شديدان بنفس القدر.
من المعروف أنه من الصعب تشخيص الاضطراب ثنائي القطب من النوع الثاني. عادة ما يطلب المرضى المساعدة عندما يكونون في حالة اكتئاب، أو عندما تظهر آثار غير مرغوب بها لأعراض الهوس الخفيف، مثل مستويات عالية من القلق، أو عدم القدرة على التركيز على المهام. يُخلَط غالبًا بين العديد من أعراض الهوس الخفيف وبين السلوك عالي الأداء، أو ببساطة تُنسب هذه الأعراض إلى طبيعة الشخصية، فعادةً لا يكون المرضى على دراية بأعراض الهوس الخفيف لديهم. بالإضافة إلى ذلك، يحدث عند العديد من الأشخاص الذين يعانون من الاضطراب ثنائي القطب من النوع الثاني مرور لفترات من المزاج الطبيعي. نتيجة لذلك، عندما يطلب المرضى المساعدة، فإنهم غالبًا لن يستطيعوا تزويد طبيبهم بجميع المعلومات اللازمة لإجراء تقييم دقيق، يُشخص غالبًا هؤلاء الأفراد بشكل خاطئ بالاكتئاب أحادي القطب. يُشخّص من بين المرضى الذين شُخصت إصابتهم في البداية باضطراب اكتئابي كبير، ما بين 40% و50% باضطراب ثنائي القطب إما النوع الأول أو الثاني لاحقًا. قد تؤدي اضطرابات تعاطي المخدرات (التي ترتفع فيها معدلات الإصابة بالاضطراب ثنائي القطب من النوع الثاني) ومرور المريض بفترات من الاكتئاب المختلط إلى زيادة صعوبة تحديد وجود اضطراب ثنائي القطب بدقة. على الرغم من وجود العديد من الصعوبات، من المهم تقييم مرضى الاضطراب ثنائي القطب من النوع الثاني بشكل صحيح من أجل تلقي العلاج المناسب. يرتبط استخدام مضادات الاكتئاب، في حالة غياب مثبتات الحالة المزاجية، بتفاقم أعراض المرض.

## الأعراض والعلامات

### نوبات الهوس الخفيف
الهوس الخفيف هو السمة المميزة لاضطراب ثنائي القطب من النوع الثاني. وهي حالة تتميز بالنشوة و / أو المزاج سريع الانفعال. من أجل تصنيف النوبة على أنها هوس خفيف، يجب أن يظهر على المريض أيضًا ثلاثة أو أكثر من الأعراض التالية، وأن تستمر لمدة أربعة أيام متتالية على الأقل، وأن تكون موجودة معظم اليوم، كل يوم تقريبًا.
- تضخم تقدير الذات أو العظمة.
- قلة النوم (مثلًا: الشعور بالراحة بعد 3 ساعات فقط من النوم).
- الثرثرة أكثر من المعتاد أو أن يضغط المريض على نفسه من أجل مواصلة الحديث.
- تسارع الأفكار أو إحساس المريض بأن الأفكار تتسابق داخل رأسه.
- قابلية التشتت (أي جذب انتباه المريض بسهولة شديدة إلى محفزات خارجية غير مهمة أو غير متصلة)، بحسب ما أُبلغ عنها أو لوحظت.
- زيادة في النشاط الموجه نحو الهدف (إما اجتماعيًا، أو في العمل أو المدرسة، أو جنسيًا) أو هياج نفسي حركي.
- الانخراط المفرط في الأنشطة التي تنطوي على احتمالية عالية لعواقب مؤلمة (مثلًا، الانخراط في عمليات شراء غير مقيدة، أو الطيش الجنسي، أو الاستثمارات التجارية الحمقاء).

من المهم التمييز بين الهوس الخفيف والهوس. يكون الهوس عمومًا ذو شدّة أكبر ويُضعِف من أداء الشخص وعمله، مما يؤدي أحيانًا إلى الاستشفاء، وفي الحالات الأشد إلى الذهان. في المقابل، عادة ما يزيد الهوس الخفيف من الأداء؛ لذلك من غير النادر أن يمر الهوس الخفيف دون أن يلاحظه أحد. في كثير من الأحيان لا يفكر المرضى بطلب العلاج إلا بعد أن يمروا بنوبة اكتئاب، وحتى في هذه الحالة قد لا يُشخص لديهم وجود تاريخ من الهوس الخفيف. على الرغم من أن الهوس الخفيف قد يزيد من الأداء الوظيفي، لكن تحتاج هذه النوبات إلى العلاج لأنها قد تؤدي إلى نوبة اكتئاب.

### نوبات الاكتئاب
غالبًا ما يطلب مرضى الاضطراب ثنائي القطب من النوع الثاني المساعدة أثناء نوبات الاكتئاب. قد تكون الأعراض ضمن أعراض متلازمية معينة أو غير مترافقة مع أعراض أخرى. قد تتضمن أعراض الاضطراب ثنائي القطب من النوع الثاني الاكتئابية خمسة أو أكثر من الأعراض التالية (يجب أن يكون أحدها على الأقل إما مزاجًا مكتئبًا أو فقدان الاهتمام أو المتعة). من أجل التشخيص، يجب أن يعاني منهم المريض خلال فترة أسبوعين، بعد مجموعة من الأعراض الهوسية الخفيفة المذكورة سابقًا:
- مزاج مكتئب معظم اليوم، كل يوم تقريبًا، بحسب ما يقوله المريض (مثلًا، يشعر بالحزن أو الفراغ أو اليأس) أو ما يلاحظه الآخرون (مثل البكاء). (ملاحظة: قد يكون المزاج سريع الانفعال عند الأطفال والمراهقين).
- تناقص الاهتمام أو المتعة بشكل ملحوظ في جميع الأنشطة، أو كلها تقريبًا، معظم اليوم، كل يوم تقريبًا (بحسب ما يتضح من تقييم المريض الشخصي لها أو تقييم الآخرين).
- فقدان الوزن بشكل ملحوظ بالرغم من عدم اتباع نظام غذائي أو كسب الوزن (مثلًا، تغيير لأكثر من 5% من وزن الجسم في شهر واحد)، أو انخفاض أو زيادة الشهية كل يوم تقريبًا. (ملاحظة: عند الأطفال، يكون عدم القدرة على تحقيق الأوزان المناسبة للعمر متوقعًا).
- الأرق أو فرط النوم كل يوم تقريبًا.
- الهياج النفسي الحركي أو البلاهة كل يوم تقريبًا (يمكن ملاحظته من قبل الآخرين؛ وليس مجرد مشاعر ذاتية من القلق أو التباطؤ).
- التعب أو فقدان الطاقة كل يوم تقريبًا.
- الشعور بانعدام القيمة أو الشعور بالذنب المفرط أو غير المبرر كل يوم تقريبًا (ليس مجرد لوم الذات أو الشعور بالذنب بشأن المرض).
- ضعف القدرة على التفكير أو التركيز، إمكانية التهيج أو التردد، كل يوم تقريبًا (إما بحسب ما يلاحظه المريض على نفسه أو ما يلاحظ الآخرون عليه).
- أفكار متكررة عن الموت (ليس فقط الخوف من الموت)، التفكير الانتحاري المتكرر بدون خطة محددة، ومحاولة الانتحار، أو خطة محددة لإتمام الانتحار.

تشير الأدلة أيضًا إلى أن الاضطراب ثنائي القطب من النوع الثاني يرتبط ارتباطًا وثيقًا بالاكتئاب غير النمطي. أي تظهر على العديد من المرضى أعراض إنباتية عكسية. قد يميل المرضى إلى الإفراط في النوم والإفراط في تناول الطعام، وينام مرضى الاكتئاب عادةً ويأكلون أقل من المعتاد.

### الاكتئاب المختلط
تحدث الحالات المختلطة الاكتئابية عندما يعاني المرضى من الاكتئاب والهوس الخفيف غير المترافق مع أعراض متلازمية في نفس الوقت. بحسب ما ذكرنا سابقًا، من الصعب تشخيص الاضطراب ثنائي القطب من النوع الثاني عندما يكون المريض في هذه الحالة بشكل خاص.
في الحالة المختلطة، يكون المزاج مكتئبًا، ولكن تظهر أيضًا الأعراض التالية للهوس الخفيف:
- التهيج.
- فرط النشاط العقلي.
- فرط النشاط السلوكي.

ترتبط الحالات المختلطة بمستويات أعلى من الانتحار مقارنة بالاكتئاب غير المختلط. قد تزيد مضادات الاكتئاب من هذه المخاطر.

### الانتكاس
في حالة الانتكاس، غالبًا ما تحدث الأعراض التالية وتعتبر علامات إنذار مبكر:
- اضطرابات النوم: يحتاج المريض إلى قسط أقل من النوم ولا يشعر بالتعب.
- الأفكار المتسارعة و / أو كثرة الكلام.
- القلق.
- التهيج.
- الشدة العاطفية.
- إنفاق أموال أكثر من المعتاد.
- سلوك الشراهة، بما في ذلك الطعام أو المخدرات أو الكحول.
- الجدال مع أفراد الأسرة والأصدقاء.
- العمل على العديد من المشاريع في وقت واحد.

قد يصاب الأشخاص المصابون بالاضطراب ثنائي القطب بالتفارق (أو التفكك) ليحاولوا الانسجام مع كل حالة مزاجية يعانون منها. بالنسبة للبعض، يفعلون ذلك عن قصد كوسيلة للهروب من الصدمة أو الألم خلال فترة الاكتئاب، أو ببساطة لتنظيم حياتهم بشكل أفضل من خلال محاولة وضع حدود لتصوراتهم وسلوكهم.
تشير الدراسات إلى أن الأحداث التالية قد تؤدي أيضًا إلى حدوث انتكاس عند مرضى الاضطراب ثنائي القطب من النوع الثاني:
- أحداث الحياة المجهدة.
- انتقادات الأقارب أو الأقران.
- استخدام مضادات الاكتئاب.
- اضطرابات الساعة البيولوجية.

### المراضة المشتركة
الحالات المرضية المشتركة شائعة جدًا عند مرضى الاضطراب ثنائي القطب من النوع الثاني. في الواقع، الأفراد أكثر عرضة للإصابة باضطراب مرضي مصاحب بمقدار الضعف. وتشمل هذه الاضطرابات القلق والأكل والشخصية (المجموعة ب) واضطرابات تعاطي المخدرات. بالنسبة للاضطراب ثنائي القطب من النوع الثاني، فإن التقدير الأكثر تحفظًا لانتشار الكحول أو اضطرابات تعاطي المخدرات الأخرى مدى الحياة بين المرضى هو 20%. تستمر النوبات لمدة أطول وينخفض الامتثال للعلاج عند المرضى الذين يعانون من الاضطراب ثنائي القطب من النوع الثاني المترافق مع اضطراب تعاطي المواد المخدرة. تشير الدراسات الأولية إلى أن ترافق المرض مع استخدام المواد المخدرة يرتبط أيضًا بزيادة خطر الانتحار. إن معرفة أو تحديد الحالة التي يجب تعيينها كحالة أساسية والحالة التي يجب تعيينها كمراضة مشتركة ليست واضحة بذاتها وقد تختلف بحسب موضوع البحث، أو المرض الذي تسبب في حلقة معينة من الرعاية، أو تخصص الطبيب المعالج. يوجد فكرة أخرى مهمة في هذا السياق، وهي المضاعفات، أي ما يترتب على حدوث المرض، بحسب تعريف نظام فهرسة المواضيع الطبية (MeSH) والذي تحتفظ به المكتبة الوطنية للطب.